# IC 1096
IC 1096 је спирална галаксија у сазвјежђу Волар која се налази на листи објеката дубоког неба у Индекс каталогу.
Деклинација објекта је + 19° 11' 31" а ректасцензија 15h 8m 21,7s. Привидна величина (магнитуда) објекта IC 1096 износи 14,8 а фотографска магнитуда 15,6. IC 1096 је још познат и под ознакама MCG 3-39-8, CGCG 106-10, PGC 54050.